# O̍͘
Cette page contient des caractères spéciaux ou non latins. S’ils s’affichent mal (▯, ?, etc.), consultez la page d’aide Unicode.
O̍͘ (minuscule : o̍͘), appelé O point suscrit à droite ligne verticale, est un graphème utilisé dans la romanisation pe̍h-ōe-jī et le système de romanisation taïwanais.
Il s'agit de la lettre O diacritée d’un point suscrit à droite et d’une ligne verticale.

## Représentations informatiques
Le O point suscrit à droite ligne verticale peut être représenté avec les caractères Unicode suivants :
- décomposé (latin de base, diacritiques) :

| formes    | représentations | chaînes de caractères | points de code       | descriptions                                                                                     |
| --------- | --------------- | --------------------- | -------------------- | ------------------------------------------------------------------------------------------------ |
| capitale  | O̍͘               | O◌̍◌͘                   | U+004F U+030D U+0358 | lettre majuscule latine o diacritique ligne verticale en chef diacritique point en chef à droite |
| minuscule | o̍͘               | o◌̍◌͘                   | U+006F U+030D U+0358 | lettre minuscule latine o diacritique ligne verticale en chef diacritique point en chef à droite |